# E-Dreams
E-Dreams é um documentário americano de 2001, dirigido por Wonsuk Chin retratando o crescimento e a queda da Kozmo.com, uma loja de conveniência online onde ciclistas mensageiros entregavam mercadorias encomendadas online dentro de uma hora.
O filme segue Joseph Park e Yong Kang, cuja companhia começou em um armazém com um pequeno grupo de empregados e cresceu para 3.000 empregados em uma rede de 11 cidades em um ano. 

Kozmo.com levantou $250 milhões em capital e atraiu a atenção da Amazon.com e Starbucks.  No entanto, a falta de um plano de negócios sustentável e a incapacidade de levantar um capital adicional devido ao estouro da bolha e a correção do mercado de ações no início dos anos 2000, forçou a companhia a deixar os negócios em 2001.